# Municipio de El Tejar
Municipio de El Tejar är en kommun i Guatemala.   Den ligger i departementet Departamento de Chimaltenango, i den sydvästra delen av landet, 29 km väster om huvudstaden Guatemala City.